# Antropikus elv
Az asztrofizikában és a kozmológiában az antropikus elv (a görög anthropos után, jelentése "emberi") egy filozófiai gondolat, amely szerint a fizikai univerzum megfigyelhetőségének kompatibilisnek kell lennie egy őt megfigyelő tudatos élet létrejöttével, vagyis megfigyelések csak abban az univerzumban lehetségesek, amely képes megfigyelőket létrehozni. Az antropikus elv támogatói azt állítják, hogy ez az elv megmagyarázza, miért van Univerzumnak annyi ideje és miért rendelkezik pont olyan fizikai paraméterekkel, amelyek épp lehetővé teszik benne a tudatos élet létrejöttét. Ha bármelyikük jelentősen más lett volna, senki sem lett volna jelen, hogy megfigyeléseket tegyen. Az antropikus érvelést arra használták, hogy választ adjanak arra a kérdésre, miért veszik fel bizonyos mért fizikai állandók azokat az értékeket, amelyeket, ahelyett, hogy más, önkényes értékeket vennének fel, és hogy megmagyarázzák azt a benyomást, hogy az univerzum finoman hangolt az élet létezésére.

„Antropikus Elv: Az Univerzumnak olyan tulajdonságokkal kell rendelkeznie, amelyek lehetővé teszik az élet fejlődését benne a története valamely szakaszában.”

Az erős antropikus elv (Barrow és Tipler szerint) azt mondja ki, hogy ennél többről nincs is szó, ugyanis az antropikus elv szükséges következménye a tudatos élet létrejötte az univerzumban. Az erős antropikus elv kritizálói a gyenge antropikus elvet részesítik előnyben (Brandon Carter definíciójához hasonlóan), mely szerint az univerzum látszólagos finomhangoltsága egy szelekciós torzítás eredménye: csak egy olyan univerzumban jöhetnek létre olyan tudatos megfigyelők, amelyek képesek annak paramétereinek finomhangoltságát megfigyelni, amelyik eleve kedvező az élet létrejötte szempontjából. Egy olyan univerzumban, amelynek fizikai paraméterei nem kedvezőek, soha nem fognak létrejönni tudatos megfigyelők. A gyenge antropikus elv feltételezi több univerzum létét (multiverzum).
Az erős antropikus elv egyesek szerint feltételezi egy felsőbb hatalom vagy teremtő Isten meglétét, aki beállította az univerzum kezdeti paramétereit. A gyenge antropikus elv tovább megy és kimondja, hogy az univerzum kezdeti paraméterei is lehetnek (univerzumok közötti) természetes szelekció eredményei, és így az élet létrejöttének egyáltalán nem szükséges feltétele egy felsőbb hatalom létezése - bár azt nem is cáfolja.